# Альфонсо Гомес-Рехон
Альфонсо Гомес-Рехон (англ. Alfonso Gomez-Rejon; 6 листопада 1972, Ларедо, Техас) — американський кінорежисер, продюсер та актор.
Нагороджений премією «Еммі» за найкращу режисуру міні-серіалу, фільму або драматичної програми за «Американська історія жахів» Сезон 3: Шабаш (2013-14).

## Життєпис
Альфонсо Гомес-Рехон народився та виріс у Ларедо, штат Техас. Навчався у Американському інституті кіномистецтва. Починав свою професійну кар'єру як особистий помічник у Мартіна Скорсезе, Нори Ефрон, Роберта Де Ніро та Гонсалеса Іньярріту, перш ніж самому стати режисером та продюсером.

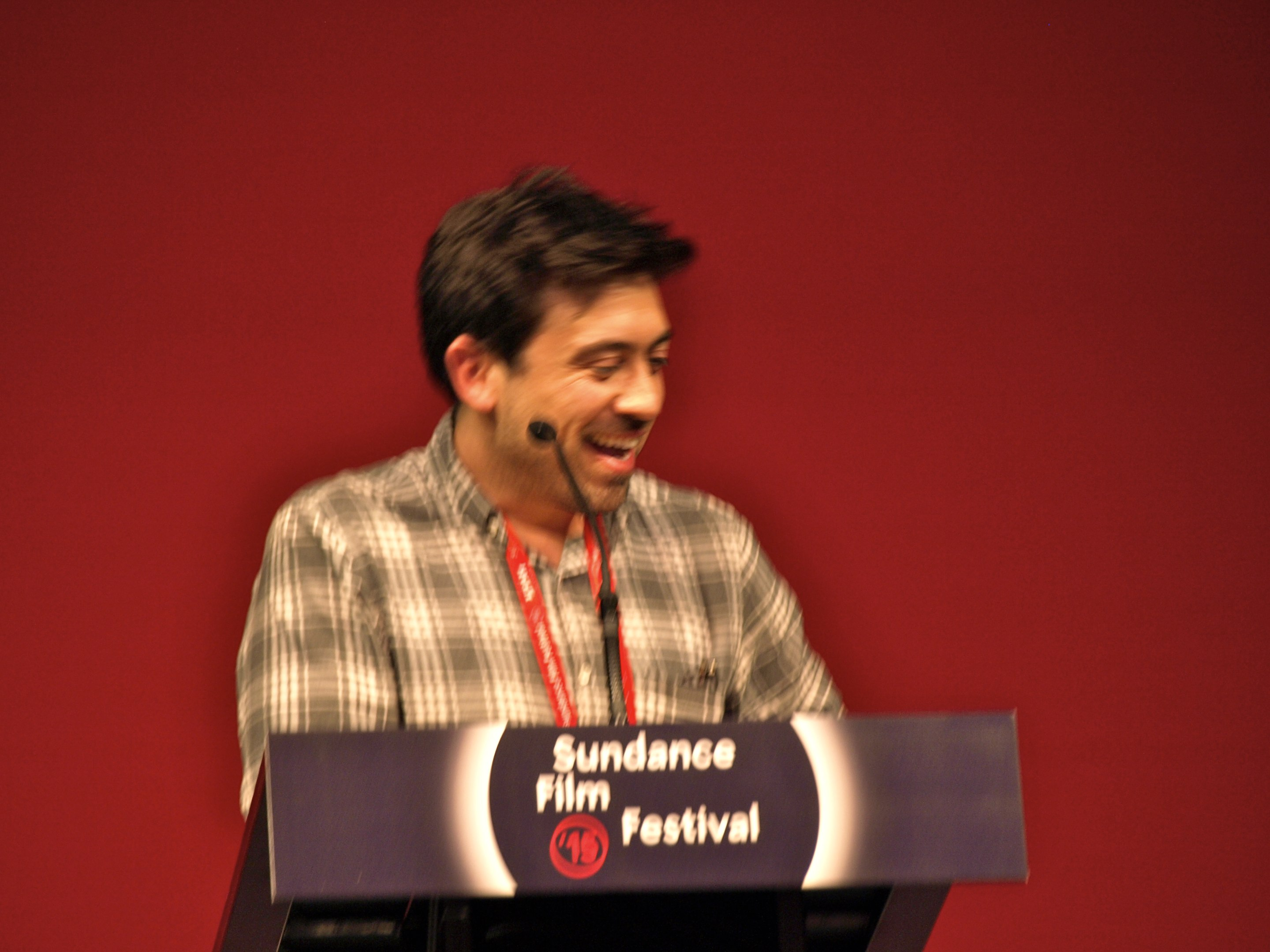
Альфонсо Гомеc-Рехон на Кінофестивалі «Санденс» у 2015 році.

## Фільмографія
Режисер
- 2017 «Війна струмів»
- 2015 «Я, Ерл і та, що помирає»
- 2014 «Місто, яке боїться сутінків»
- 2014 «Червоні браслети» (телесеріал)
- 2014 «Щоденники Керрі» (телесеріал)
- 2013 «Американська історія жахів» (телесеріал)
- 2010 — 2012 «Хор» (телесеріал)

Продюсер
- 2014 «Червоні браслети» — виконавчий співпродюсер (1 епізод, 2014);
- 2013 «Американська історія жахів» — виконавчий співпродюсер (Сезон 3: Шабаш, 13 епізодів, 2013—2014);
- 2012 «Арго»
- 2011 «Орел Дев'ятого легіону»
- 2010 «Їсти молитися кохати»
- 2009 «Ігри влади»;
- 2009 «Джулі і Джулія: Готуємо щастя за рецептом»
- 2006 «Вавилон»;
- 2005 «Казино: Актори та персонажі»;
- 2003 «21 грам»

Актор
- 1995 «Казино» — у титрах не вказаний
- 1998 «Вам лист» — у титрах не вказаний
- 2000 «Щасливі номери» — Репортер.